# Rumänskt medborgarskap

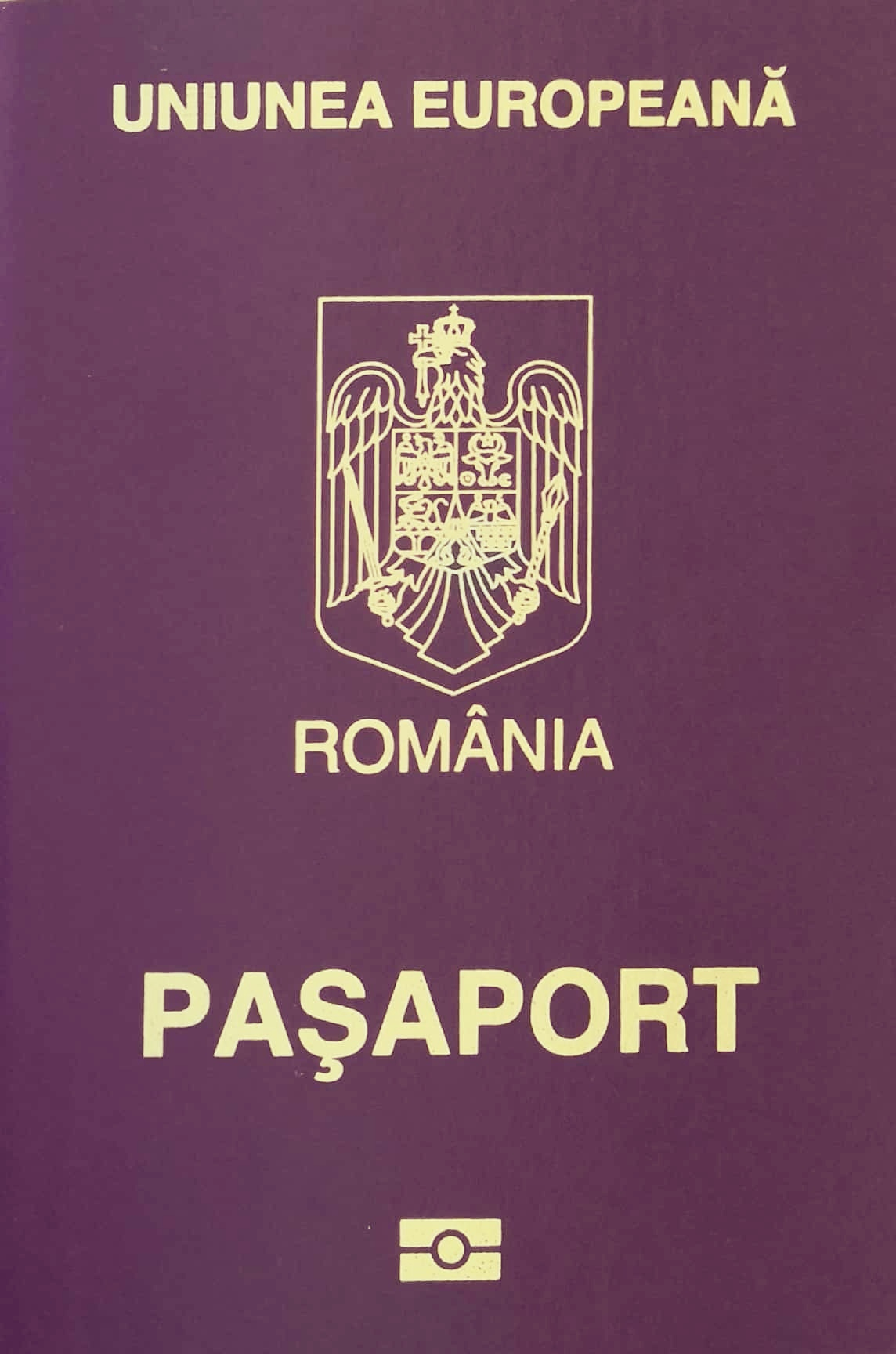
Rumäniens pass som landets medborgare kan ansöka om.

Rumänskt medborgarskap är den lagliga förbindelsen mellan en privatperson och republiken Rumänien. Staten följer jus sanguinis-principen.

## Medborgarskap genom födelse
En person är infödd rumänsk medborgare om åtminstone en av hens föräldrar är medborgare vid personens födelse. Barn under 18 år gamla får rumänskt medborgarskap om de adopteras av en rumänsk medborgare. Dessutom räknas alla barn som har hittats på rumänsk mark som infödda rumänska medborgare om deras föräldrar är okända.
Enligt Rumäniens grundlag är det omöjligt för infödda rumänska medborgare att förlora sitt medborgarskap.

## Medborgarskap genom ansökan
Man kan få rumänskt medborgarskap genom ansökan om man är över 18 år gammal och har bott i Rumänien i åtminstone åtta års tid. Om den sökande är gift med en rumänsk medborgare är väntetiden fem år. Den sökande får aldrig ha utgjort en hot mot Rumäniens statssäkerhet och måste visa lojalitet till Rumänien. Personen måste även kunna försörja sig i Rumänien. Dessutom ska hen ha grundläggande kunskaper i rumänska språket, lokala vanor och kultur samt medborgerliga rättigheter och plikter.
Den krävda väntetiden förkortas till fyra år om den sökande:
- är en internationellt känd person
- är medborgare i ett annat EU-land
- är flykting
- har investerat åtminstone en miljon euro i Rumänien

### Moldaviska medborgare
Moldaviska medborgare kan ansöka om restitution av sitt rumänska medborgarskap om åtminstone en av deras föräldrar var medborgare i kungariket Rumänien innan Sovjetunionen annekterade Moldavien år 1940. Rumäniens parlament möjliggjorde restitutionen år 2007. Lagförändringen väckte känslor i Moldavien eftersom myndigheterna där befarade att utvandringen från Moldavien skulle öka ännu mer. Omkring var fjärde moldavisk medborgare var i maj 2021 även medborgare i Rumänien.

## Dubbelt medborgarskap och hedersmedborgarskap
Rumänien erkänner dubbelt medborgarskap. Alla rumänska medborgare är också automatiskt EU-medborgare.
Enligt Rumäniens grundlag är det möjligt att bevilja ett hedersmedborgarskap för en utländsk person som kan hedra Rumänien eller det rumänska folket. Hedersmedborgare har alla rättigheter som vanliga rumänska medborgare har men kan inte rösta eller kandidera i allmänna val.